# Johnny Ma
Pour les articles homonymes, voir MA.
Johnny Ma, né en 1982 à Shanghai (Chine), est un réalisateur et scénariste canadien.
Il est surtout connu pour son premier long métrage, Old Stone, présenté en première au Festival international du film de Berlin en 2016. Le film a remporté le prix du meilleur premier long métrage canadien au Festival international du film de Toronto en 2016 ainsi que le prix du meilleur premier long métrage au 5e Canadian Screen Awards en 2017.

## Filmographie

### Réalisateur
- 2010 : The Robbery (court-métrage, aussi monteur)
- 2011 : O Genio de Quintino (court-métrage, aussi monteur)
- 2011 : Play (court-métrage, aussi monteur)
- 2012 : Dec 32 (court-métrage)
- 2014 : A Grand Canal (court-métrage)
- 2016 : Old Stone (Lao shi)
- 2019 : Vivre et Chanter (Huo zhe chang zhe)
- 2024 : The Mother and the Bear

### Scénariste
- 2010 : The Robbery (court-métrage)
- 2011 : O Genio de Quintino (court-métrage)
- 2011 : Play (court-métrage)
- 2014 : A Grand Canal (court-métrage)
- 2016 : Old Stone (Lao shi)

### Producteur (courts métrages)
- 2010 : The Robbery
- 2011 : O Genio de Quintino
- 2011 : Play
- 2013 : Mineirinho do Riacho (aussi directeur de la photographie)
- 2015 : Devil's Work

### Acteur
- 2009 : Shanghai Connection (court-métrage)
- 2014 : A Grand Canal (court-métrage)